# Misia alla toletta
Misia alla toletta (Misia à sa coiffeuse) è un dipinto realizzato dal pittore svizzero Félix Vallotton nel 1898 con la tecnica a tempera su cartone. L'opera è conservata al museo d'Orsay di Parigi.

## Descrizione
L'opera ritrae la pianista e mecenate di origine polacca Maria Godebska, nata a San Pietroburgo e nota in Francia come Misia Sert. Misia era la moglie dell'editore parigino Thadée Natanson, il fondatore del giornale La revue blanche, per il quale collaborarono Vallotton e altri pittori nabis. Vallotton realizzò molti ritratti di Misia Sert, che era diventata una musa anche per altri nabis come Pierre Bonnard ed Édouard Vuillard, e questo dipinto risale al soggiorno dei coniugi Natanson nella loro casa di campagna a Villeneuve-sur-Yonne, avvenuto nel 1898.
La scena ritrae Misia in un contesto intimo. La donna al centro della composizione si trova in piedi davanti a un tavolo sul quale si trovano vari oggetti per la toletta. Ella indossa un abito rosato cinto da un nastro con un grande fiocco nero, che trova un riscontro nel fiocco più piccolo dello stesso colore che le cinge i capelli. Dietro di lei si trova un'incisione appesa al muro azzurrino che richiama molto le silografie vallottoniane degli anni precedenti, in particolare l'opera Absolution del 1894, ma molto probabilmente si tratta di un'incisione fittizia. Sullo sfondo si trovano degli asciugamani e delle mensole con degli oggetti. Il quadro è molto diverso dai ritratti dipinti da Vallotton in precedenza: senza tradire la rassomiglianza con l'effigiata, la resa pittorica permette di rendere in uno stile più nabi l'aura di fascino di questa figura.